# Thắng Sơn
Thắng Sơn là một xã thuộc huyện Thanh Sơn, tỉnh Phú Thọ, Việt Nam.
Xã Thắng Sơn có diện tích 13,26 km², dân số năm 1999 là 2858 người, mật độ dân số đạt 216 người/km².